# Czachów (województwo zachodniopomorskie)
Czachów – (niem. Zachow) wieś w Polsce położona w województwie zachodniopomorskim, w powiecie gryfińskim, w gminie Cedynia.
W latach 1975–1998 miejscowość administracyjnie należała do województwa szczecińskiego.
W pobliżu Czachowa zachowała się ruina latarni lotniczej wyznaczającej niegdyś trasę z Berlina do Królewca.

## Zabytki
- Kościół  Matki Boskiej Częstochowskiej powstał w drugiej połowie XIII w.[4] Pierwsza wzmianka  pochodzi z 1336[4]. Jest to budowla późnoromańska, wykonana z kostki granitowej i cegły na planie prostokąta. Kościół  ma jedną nawę przykrytą płaskim stropem oraz krótkie prezbiterium z półkolistą apsydą. Od zachodu znajduje się wieża drewniana z ostrosłupowym hełmem, a od wschodu – niewielka sygnaturka[5]. Najcenniejszym elementem wystroju wnętrza są malowidła ścienne z XIV w.[4] odkryte przez Stefana Wójcika w 1979[6]. Są to jedne z najstarszych polichromii w Polsce[6]. Niezwykła jest ich forma. Większość z nich jest wykonana w formie bardzo uproszczonej, nieporadnie, niemal bez żadnej dbałości o szczegóły. Malowidła te przypominają rysunki wykonywane przez dzieci. Dotychczasowe badania nie pozwoliły znaleźć odpowiedzi na pytania, kto jest autorem owych rysunków ani dlaczego mają taką właśnie formę.
- park pałacowy o pow. 2 ha, z pierwszej połowy XIX, nr rej.: A-1893z 31.07.1959, obecnie zaniedbany, pozostałość po pałacu.
- pałac (nieistniejący), główna bryła obiektu piętrowa, wybudowana na planie prostokąta, kryta dachem czterospadowym. Od frontu ryzalit zwieńczony frontonem[7].

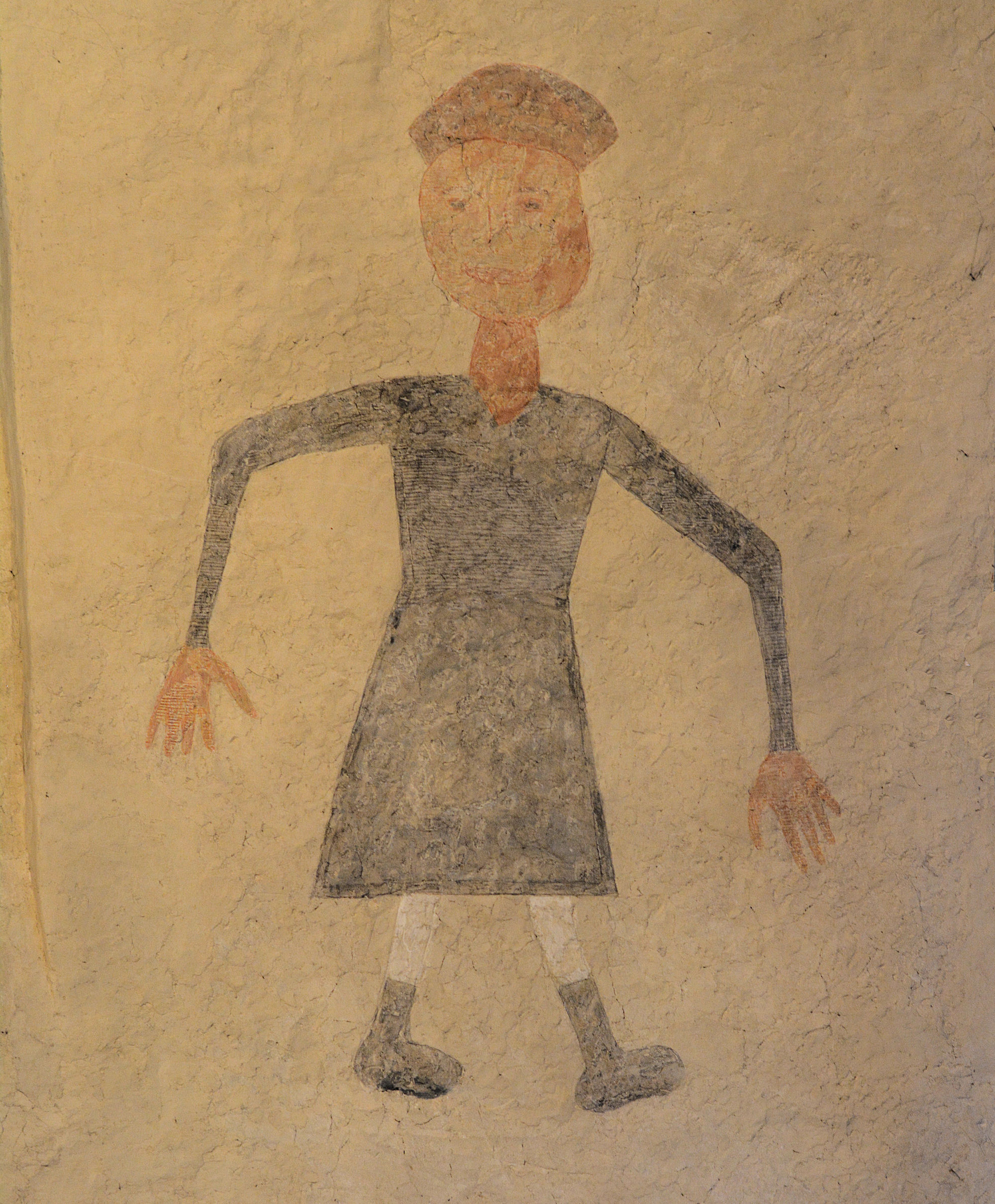
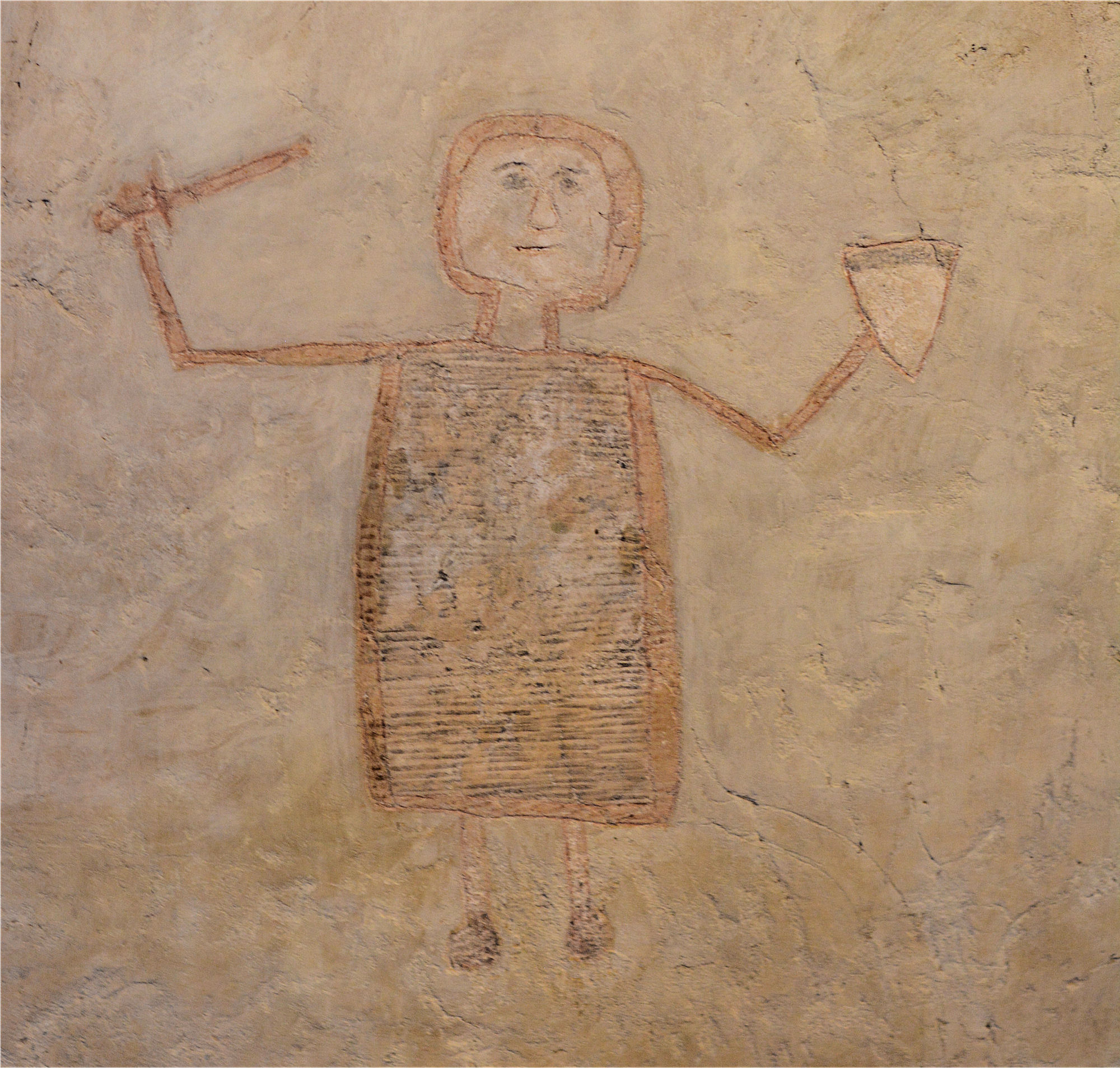
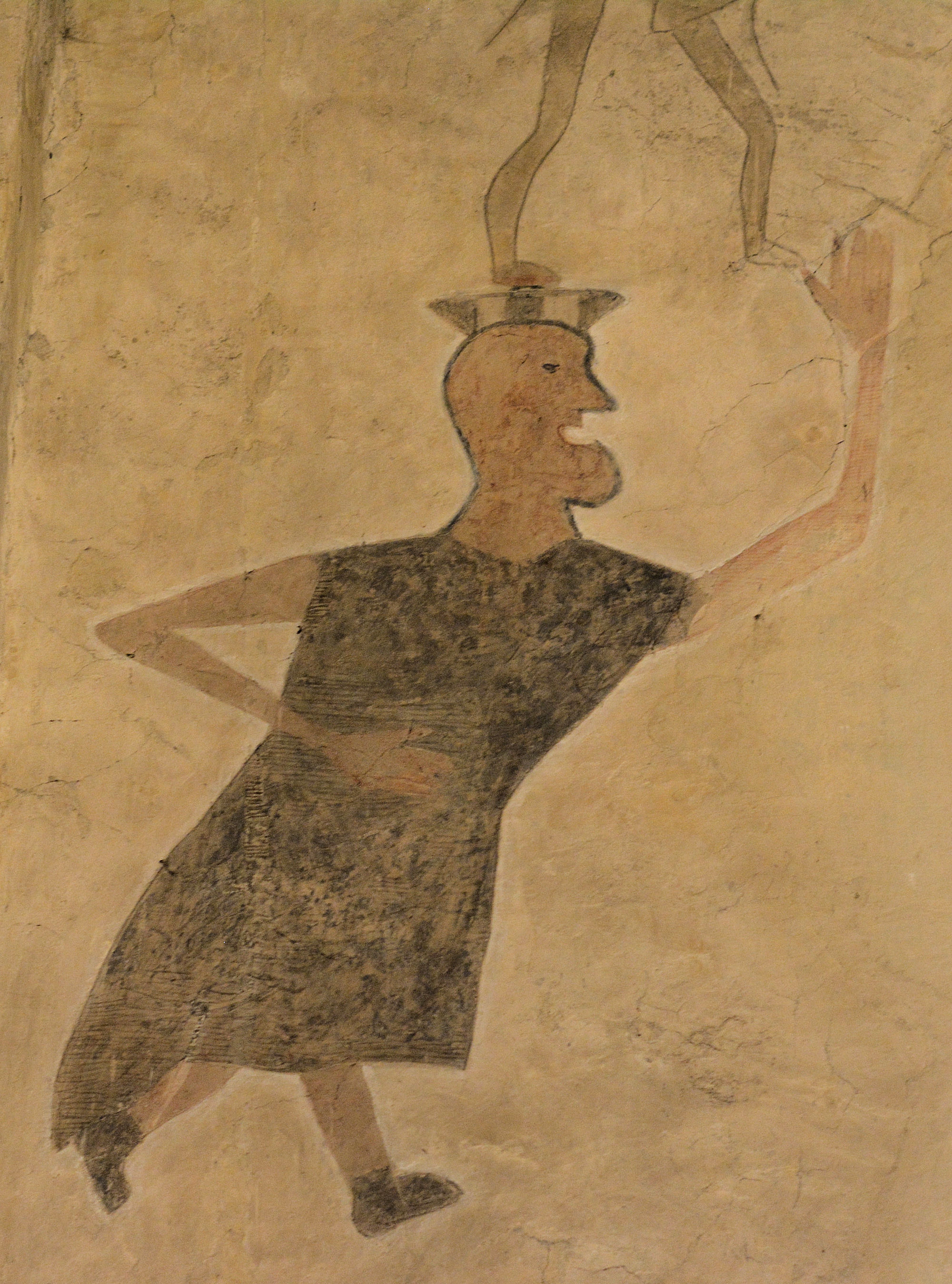

Zobacz też: Czachów, Czachowo, Czachówek, Czachówki